# 부광약품
부광약품주식회사(富光藥品株式會社)는 대한민국의 제약기업이다.

## 연혁
- 1960년 10월 부광상사㈜ 설립

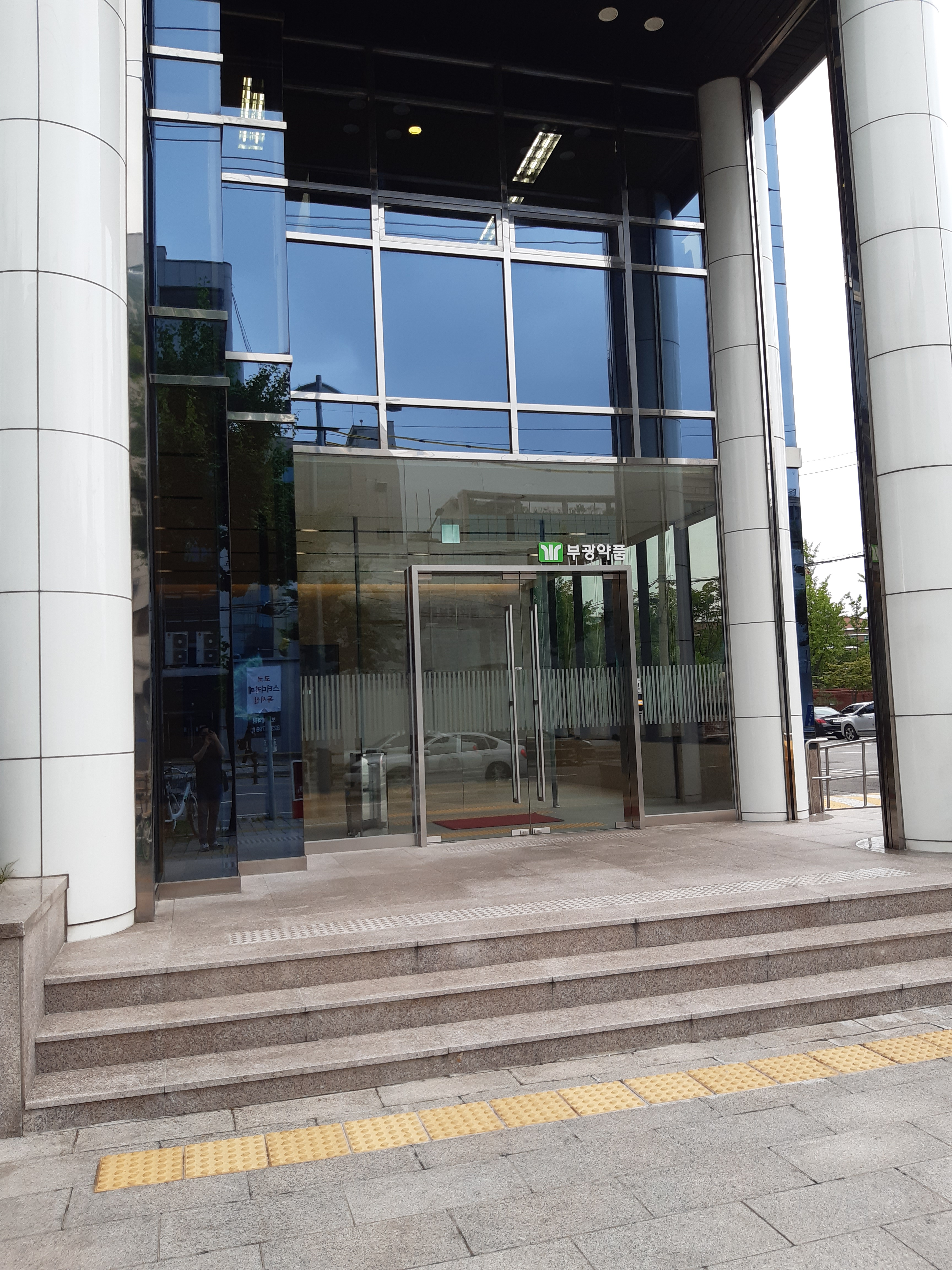
부광약품 본사 출입문

- 1962년 3월 부광약품공업㈜로 회사명 변경
- 1974년 5월 독일 Dr.Madaus & Co.(MADAUS)社 원료공급 및 기술제휴
- 1975년 3월 독일 Dr.Madaus & Co.(MADAUS)社 기술제휴로 만든 간장약 레가론 출시
- 1982년 2월 스위스 피에르파브르 로바팜社 기술제휴로 한 서방형 빈혈치료제 훼로바 출시
- 1983년 3월 독자기술로 개발을 한 소화제 파자임 출시
- 1984년 11월 간장약 레가론현탁액 출시
- 1987년 2월 88서울올림픽와 88서울장애자페럴림픽 의약품공급 공식후원사 지정
- 1988년 8월 기업공개 (IPO)
- 1989년 12월 제2공장 준공 (안산)
- 1992년 4월 독자기술 개발을 한 설치식 바퀴살충제 로취베이트 출시
- 1993년 12월 중앙연구소 설립
- 1994년 5월 특수유인물질와 강력살충성분로 첨가로 된 설치식 바퀴살충제 로취큐 출시
- 2000년 5월 현재 사명을 부광약품㈜로 변경
- 2011년 4월 중앙연구소 건물 신축 (서울시 대방동 본사 사옥 옆)
- 2014년 5월 기업정보화 시스템 서비스 기업 '부광씨앤씨㈜' 설립
- 2015년 6월 OTC전문기업 '부광메디카㈜' 설립
- 2021년 9월 간장약 레가론현탁액 재출시
- 2022년 2월 대한민국 화학기업인 OCI가 지분투자 인수
- 2025년 1천억 원 규모의 유상증자[1]

## 법인분류
- 외부감사법인
- 유가증권시장상장법인
- 주권상장법인

## 같이 보기
- 제약
- 동작구
- OCI
- 치약